# Hasselö, Borgå
Hasselö är en ö i Finland. Den ligger i Finska viken och i kommunen Borgå i den ekonomiska regionen  Borgå i landskapet Nyland, i den södra delen av landet. Ön ligger omkring 56 kilometer öster om Helsingfors.
Öns area är 83,1 hektar och dess största längd är 1,9 kilometer i öst-västlig riktning. Ön höjer sig omkring 35 meter över havsytan.